# Raunøyna (Masfjorden)
Ne doit pas être confondu avec Raunøyna.
Raunøyna est une île dans le landskap Sunnhordland du comté de Vestland. Elle appartient administrativement à Masfjorden.

## Géographie
Rocheuse et couverte d'une légère végétation, elle s'étend sur environ 1,808 km de longueur pour une largeur approximative maximale de 1,048 km. 